# Anna Neplyah
Anna Neplyakh (sinh ngày 5 tháng 6 năm 1994) là một người mẫu Ukraine đã đăng quang cuộc thi Hoa hậu Hoàn vũ Ukraine 2021. Cô sẽ đại diện cho Ukraine tại Hoa hậu Hoàn vũ 2021.

## Tiểu sử
Neplyakh sinh ngày 5 tháng 6 năm 1994 và lớn lên ở Dnipro. Cô theo học ngành quản lý đất đai và địa chính tại Đại học Kiến trúc và Xây dựng Quốc gia Kiev ở Kiev. Cô từng xuất hiện trong mùa thứ 10 của The Bachelor phiên bản Ukraine, được phát sóng vào năm 2020.

## Các cuộc thi sắc đẹp

### Hoa hậu Liên lục địa Ukraine 2017
Neplyakh là người chiến thắng cuộc thi Hoa hậu Liên lục địa Ukraine 2017.

### Hoa hậu Liên lục địa 2017
Sau khi chiến thắng, cô đại diện cho Ukraine tại Hoa hậu Liên lục địa 2017 tại Sunrise Resorts and Cruises ở Hurghada, Ai Cập và cạnh tranh với 65 ứng cử viên khác. Tuy nhiên, cô không lọt vào bán kết.

### Hoa hậu Hoàn vũ Ukraine 2021
Vào ngày 15 tháng 10 năm 2021, Neplyakh cạnh tranh với 14 thí sinh khác trong vòng chung kết Hoa hậu Hoàn vũ Ukraine 2021 tại khách sạn Fairmont Grand Hotel Kyiv ở Kiev và đăng quang với ngôi vị cao nhất Hoa hậu Hoàn vũ Ukraine 2021.

### Hoa hậu Hoàn vũ 2021
Neplyakh sẽ là đại diện cho Ukraine tại cuộc thi Hoa hậu Hoàn vũ 2021 ở Eilat, Israel.